# ليزلي بروكتر
ليزلي بروكتر (بالإنجليزية: Leslie Procter)‏ هو سياسي أسترالي، ولد في 27 يناير 1884، وتوفي في 21 أبريل 1968.